# Ткаченко Тетяна Миколаївна
Ткаченко Тетяна Миколаївна (народ. 23 липня 1974 р. у м. Донецьк) — завідувачка кафедри технологій захисту навколишнього середовища та охорони праці Київського національного університету будівництва і архітектури, докторка технічних наук, професорка, старша дослідниця, членкиня національного технічного комітету стандартизації ТК-82 «Екологічна безпека», академікиня Академії технічних наук України, дійсна членкиня Академії будівництва України. Відома у світі експертка в галузі «зеленого будівництва» та кліматичних змін, популяризаторка «зеленого будівництва» в Україні.

## Біографія
Народилася 23 липня 1974 р. у м. Донецьк
У 1996 році закінчила Донецький національний університет (зараз ім. Василя Стуса) за спеціальністю «Біологія» та здобула кваліфікацію «Біолог. Викладач біології та хімії».
З 1996—1999 рр. навчалася в аспірантурі Донецького ботанічного саду Національної академії наук України. Однак, вимушена була перейти до аспірантури Київського національного університету імені Т. Г. Шевченка, яку закінчила у 2002 році з успішним захистом 14 травня 2022 р. дисертації «Інтродукція представників родини Myrtaceae Juss. у захищений ґрунт в Україні» за спеціальністю 03.00.05 — «Ботаніка» під керівництвом докторки технічних наук, старшої наукової співробітниці Гревцової Анни Терентьєвни.
З 2002 по 2005 рр. працювала провідним спеціалістом з промислового озеленення у ТОВ «Нова Люкс» м. Донецьк. Керувала та розробляла муніципальні й приватні проєкти ландшафтного дизайну в м. Донецьк та Донецькій області. Ця робота і визначила все подальше професійне життя та наукове спрямування Тетяни Миколаївни. Саме там майбутня експертка ознайомилася, вивчила та почала професійно займатися «зеленими» конструкціями, одразу відчувши переваги цієї біотехнології.
У 2005 р. Тетяна Миколаївна розпочала педагогічну діяльність. З 2005 по 2007 рр. працювала старшою викладачкою кафедри екологічного менеджменту Донецького державного університету управління.
У 2007 р. переходить на роботу до Донбаської національної академії будівництва та архітектури доценткою кафедри прикладної екології та хімії. У 2009 р. обрана заступницею декана Інституту міського господарства та охорони навколишнього середовища академії. У 2011 році отримала вчене звання доцентки.
З 2012 по 2013 рр. одночасно здійснювала викладання на базі науково-тренінгового центру Всеукраїнської екологічної ліги з ландшафтної екології в Криму та Донецькій області.
У 2014 р. перемога в міжнародному конкурсі проєктів TEMPO з напрямків «Архітектурна екологія» та «Промисловий фітодизайн» і запрошенням на викладання лекцій у Португалії.
Але через початок російсько-української війни та захоплення східних областей України з квітня 2014 р. Тетяна Миколаївна була вимушена переїхати до Києва.
У 2014 році вступає до докторантури Київського національного університету будівництва і архітектури. У 2019 році захищає дисертацію на здобуття наукового ступеня докторки технічних наук «Науково-методологічні основи підвищення рівня екологічної безпеки урбоценозів шляхом створення енергоефективних технологій „зеленого“ будівництва» за спеціальністю 21.06.01 «Екологічна безпека» за наукового консультування доктора технічних наук, професора Плоского Віталія Олексійовича, на той момент проректора з наукової роботи та міжнародних зв'язків. У 2019 р. присвоєно вчене звання професорки, а у 2021 — старшої дослідниці.
З 2014 р. працює доценткою, з 2019 року — професоркою, з 2021 — завідувачкою кафедри охорони праці та навколишнього середовища Київського національного університету будівництва і архітектури, яка була у 2022 р. перейменована на кафедру технологій захисту навколишнього середовища та охорони праці.
З 2019 р. призначена гаранткою освітньо-наукової програми підготовки доктора філософії зі спеціальності 101 «Екологія».

## Професійні досягнення

### Міжнародні гранти та проєкти
У 2014 р. — перемога в міжнародному конкурсі проєктів TEMPO з напрямків «Архітектурна екологія» та «Промисловий фітодизайн» і запрошенням на викладання лекцій у Португалії. Участь перервано через російсько-українську війну.
З 2019 р. Міжнародний проєкт ГО «Всеукраїнське екологічне товариство» за підтримки British Building Research Establishment. зі створення Навчально-наукового центру розвитку «зеленого» будівництва при Інституті інноваційної освіти Київського національного університету будівництва і архітектури
У 2019 р. брала участь у програмі розбудови корпусів переведеної в Краматорськ Донбаської національної академії будівництва та архітектури в рамках грантової програми «EU Support to Displaced Higher Education Institutions in the East of Ukraine» (EuropeAid/161559/DD/ACT/UA).
З 2021 року бере участь (п. 39),  (п. 10). у міжнародній програмі Erasmus+, проєкт «Multilevel Local, Nation- and Regionwide Education and Training in Climate Services, Climate Change Adaptation and Mitigation 619285-EPP-1-2020-1-FI-EPPKA2-CBHE-JP» 
2020—2021. Читання лекцій в циклі онлайн-тренінгів у рамках програми ООН із відновлення та розбудови миру. Компонент II: «Місцеве самоврядування та реформа з децентралізації влади в Україні»; за сприяння Міністерства закордонних справ Данії, Швеції та Швейцарської агенції з розвитку співробітництва (ШАРС):
- «Стратегічне управління та екологічна безпека як основні засади вектору розвитку промислових регіонів України. Державна екологічна політика в умовах техногенного перевантаження існуючих екосистем»[10];
- «Екологічні проблеми навколишнього середовища. Екологічна свідомість та сталий розвиток планети»[11];

- «Екологічна свідомість та сталий розвиток»[12];
- «Можливості регулювання викидів парникових газів у природних екосистемах та секторах економіки»[13];
- «Глобальні екологічні проблеми. Формування екологічної свідомості регіонів»[14][15];
- «Енергія, відходи, рекультивація земель, охорона навколишнього середовища, „зелені“ технології»[16][17].

### Українські гранти та проєкти
| Назва | Роки      | Тип роботи                      | Номер держ- реєс- трації | Роль                     | Зві- ти       |
| --- | --------- | ------------------------------- | ------------------------ | ------------------------ | ------------- |
| Створення перспективних технологій формування безпечного середовища будівель поєднанням «зелених конструкцій», фітодизайну та інженерних систем | 2022-2023 | Держбюджетне фінансування       | 0122U001197              | Наукова керівниця        | [ 18 ] [ 19 ] |
| Управління дощовими стічними водами з використанням «зелених» конструкцій                                                                       | 2020-2023 | В межах основного робочого часу | 0120U101145              | Наукова керівниця        | [ 20 ]        |
| Екологічна безпека будівельних конструкцій та споруд                                                                                            | 2017-2019 | В межах основного робочого часу | 0117U003297              | Наукова керівниця        | [ 21 ]        |
| Електротеплоакумуляційне опалення комбінованими електротеплоакумуляційними обігрівачами малих виробничих приміщень                              | 2020-2022 | В межах основного робочого часу | 0120U101132              | Відповідальна виконавиця | [ 22 ]        |
| Наближене моделювання дозвукових течій з турбулентною макроструктурою на базі її геометричного та кінематичного аналізу                         | 2017-2019 | В межах основного робочого часу | 0117U003383              | Відповідальна виконавиця | [ 23 ]        |

### Нормативні документи
- ДБН А.2.2-1:2021. Склад і зміст матеріалів оцінки впливів на навколишнє середовище (ОВНС)[24]
- прДБН В.1.1-31:202X. Основні вимоги до будівель і споруд. Захист територій, будинків і споруд від шуму.[25]

### Внесок в різні галузі науки й техніки (самостійно або за власного керівництва)

#### Прикладна математика
- Телескопічне відображення нескінченного простору для наочного подання нескінченності та дослідження поведінки функцій при прямуванні до неї[26]

- Апроксимація[27] рівняння Колбрука-Уайта для коефіцієнта опору тертя (Дарсі) {\displaystyle \lambda } для турбулентної течії в каналі або трубопроводі (повітроводі) при числі Рейнольдса {\displaystyle 2320\leq Re\leq 10^{9}} та відношенні еквівалентного діаметра до еквівалентної шорсткості стінок {\displaystyle 0\leq \Delta _{e}/{D_{e}}\leq 0.65}
  - з відхиленням до 5.36 %

{\displaystyle \lambda ={\left(0.8284\cdot \ln \left({\dfrac {\Delta _{e}/{D_{e}}}{4.913}}+{\dfrac {10.31}{\mathrm {Re} }}\right)\right)^{-2}}};
- - з відхиленням до 0.00072 %

{\displaystyle \lambda =\left({\frac {8.128943+A_{1}}{8.128943\cdot A_{0}-0.86859209\cdot A_{1}\cdot \ln \left({\dfrac {A_{1}}{3.7099535\cdot Re}}\right)}}\right)^{2}},
де
{\displaystyle A_{0}=-0.79638\cdot \ln \left({\frac {\Delta _{e}/{D_{e}}}{8.208}}+{\frac {7.3357}{\mathrm {Re} }}\right)},
{\displaystyle A_{1}=\mathrm {Re} \cdot {\dfrac {\Delta _{e}}{D_{e}}}+9.3120665\cdot A_{0}}.

#### Технології захисту навколишнього середовища
- Комплексний підхід до покращення якості повітря сільської місцевості[28];
- Математичне моделювання розвитку рослин за шкалою Туманова для підбору асортименту рослин зелених конструкцій задля підтримання біорізноманіття рослинного світу[6];
- Організація шляхів міграції біоти вглиб щільно забудованих районів зеленими конструкціями[6];
- Вентиляційний фітофільтр, що очищує витяжне повітря від внутрішніх забруднень[29][30];
- Оцінювання секвестрації вуглекислого газу та дослідження зниження його концентрації зеленими конструкціями для карбононейтральності[6][31][32][31];
- Покращення теплозахисту будівлі, підвищення енергоефективнсоті інженерного забезпечення, зменшення аварійності з виділенням шкідливого диму тощо (див. далі).

#### Будівельна теплофізика та тепломасообмін
- Методи лабораторних і натурних експериментальних досліджень опору теплопередачі та охолоджувального ефекту рослинних шарів зелених конструкцій[6][19];
- Формули для визначення коефіцієнта теплопередачі та охолоджувального ефекту рослинних шарів[6][19] за результатами експериментальних досліджень задля підвищення теплозахисних властивостей оболонки.

#### Підтримання якості внутрішнього повітря, опалення, вентиляція, кондиціонування повітря
- метод лабораторних досліджень газообміну в рослинах, газообмінна камера[19];
- формули для визначення потрібної кількості рослин для забезпечення достатнього поглинання CO₂[19];
- дослідження фітонцидних властивостей рослин, зокрема радіуса дії фітонцидів та зменшення мікробного числа[33][34][35][36][37][38];
- автоматичне керування надходженням сонячної радіації листопадними рослинами[39][40];
- Вентиляційний фітофільтр, що унеможливлює вторинне забруднення вуглекислим газом[29][30].

#### Електробезпека
- Пристрій захисту від перенапруги[41];
- Реле напруги[42].

## Популяризація зеленого будівництва

### Науково-популярні статті
Перспективи зеленого будівництва у майбутньому відновленні України;
«Зелені конструкції» — перспективна технологія післявоєнного відновлення;
Зелене будівництво — одна зі складових майбутнього відновлення України;
Перспективи впровадження зелених технологій у післявоєнному відновленні і майбутньому сталому розвитку України.

### Науково-популярні лекції
Зелені конструкції. Історія створення. Позитивні ефекти;
Можливості оздоровлення приміщень фітонцидними рослинами.

### Науково-популярні екскурсії (під керівництвом)
Вплив рослин на якість повітря. Лабораторні дослідження.

## Основні дисципліни
- Адаптації до змін клімату в умовах «зеленого будівництва»;
- Альтернативні та традиційні джерела енергії;
- Гідробіологія;
- Екологія з основами «зеленого» будівництва;
- Загальна екологія;
- Технології «чистого» виробництва та їх впровадження.

## Наукові спрямування
- екологічна безпека урбоценозів;
- зелене будівництво;
- зелені конструкції;
- стандарти «зеленого будівництва», їх розроблення та адаптація до умов вітчизняного будівельного ринку;
- промислове озеленення, ландшафтна екологія;
- фітодизайн, санаційний фітодизайн, екологія рослин, фітонциди;
- енергоефективне будівництво;
- кліматичний сервіс;
- зміни клімату;
- управління зливовими водами;
- зокрема реалізація концепції губчастого міста;
- використання будівель;
- будівництво з використанням екологічно чистих матеріалів.

### Персональні сторінки
https://www.knuba.edu.ua/tkachenko-t-m/
https://ukrtsa.org.ua/portfolio-item/тетяна-ткаченко/

### Соціальні мережі
https://www.facebook.com/profile.php?id=100003538757075
https://www.linkedin.com/in/tetiana-tkachenko-7014042b1

### ORCID
https://orcid.org/0000-0003-2105-5951

### Наукометричні бази
https://www.scopus.com/authid/detail.uri?authorId=57203135001
https://www.webofscience.com/wos/author/record/1179354
https://scholar.google.com/citations?hl=uk&user=Us2BPNkAAAAJ